# Richard Wagner (novelista)
Richard Wagner (Lovrin, 10 de abril de 1952-Berlín, 14 de marzo de 2023) fue un novelista alemán de origen rumano. A lo largo de su vida vivió en Rumanía y Alemania, país este último donde se asentó definitivamente. Wagner llegó a publicar un gran número cuentos, novelas y ensayos.

## Biografía
Estudió literatura alemana y rumana en la Universidad de Timișoara. Pertenecía a una de las minorías alemanas de Rumania, los Suabos del Banat, al igual que su exesposa Herta Müller. Luego trabajó como profesor de escuela de alemán y como periodista, publicando también poesía y cuentos en alemán. Así mismo, fue miembro del Aktionsgruppe Banat, una sociedad literaria rumana de habla alemana. En 1987, Wagner y Müller se trasladaron de Rumanía a Berlín Occidental para escapar de la opresión y la censura comunistas en el régimen de Nicolae Ceaușescu. 
Wagner murió en Berlín el 14 de marzo de 2023, a la edad de 70 años.

## Publicaciones
- Klartext. Ein Gedichtbuch (1973)
- Die invasion der uhren. Gedichte (1977)
- Der Anfang einer Geschichte. Prosa (1980)
- Hotel California I. Der Tag, der mit einer Wunde begann. Gedichte (1980)
- Anna und die Uhren. Ein Lesebuch für kleine Leute mit Bildern von Cornelia König (1981, 1987)
- Gegenlicht. Gedichte (1983)
- Das Auge des Feuilletons. Geschichten und Notizen. (1984)
- Rostregen. Gedichte. Luchterhand (1986)
- Ausreiseantrag (1988)
- Begrüßungsgeld (1989)
- Die Muren von Wien. Roman. (1990)
- Der Sturz des Tyrannen. Rumänien und das Ende der Diktatur. edited with Helmuth Frauendorfer (1990)
- Sonderweg Rumänien. Bericht aus einem Entwicklungsland. (1991)
- Schwarze Kreide. Gedichte (1991)
- Völker ohne Signale. Zum Epochenbruch in Osteuropa. Essay (1992)
- Der Himmel von New York im Museum von Amsterdam. Geschichten (1992)
- Heiße Maroni. Gedichte (1993)
- Giancarlos Koffer (1993)
- Mythendämmerung. Einwürfe eines Mitteleuropäers (1993)
- Der Mann, der Erdrutsche sammelte. Geschichten (1994)
- In der Hand der Frauen (1995)
- Lisas geheimes Buch (1996)
- Im Grunde sind wir alle Sieger. Roman (1998)
- Mit Madonna in der Stadt. Gedichte (2000)
- Miss Bukarest, novel (2001)
- Ich hatte ein bisschen Kraft drüber, Materialsammlung zu Birgit Vanderbeke von Richard Wagner (2001)
- Der leere Himmel, Reise in das Innere des Balkan (2003)
- Habseligkeiten (2004)
- Der deutsche Horizont. Vom Schicksal eines guten Landes (2006)
- Das reiche Mädchen (2007)
- Es reicht. Gegen den Ausverkauf unserer Werte (2008)
- Linienflug. Gedichte (2010)
- Belüge mich (2011)
- Die deutsche Seele (2011)
- Und meine Seele spannte weit ihre Flügel aus. Hundert deutsche Gedichte (2013)
- Habsburg. Bibliothek einer verlorenen Welt (2014)

## Honores

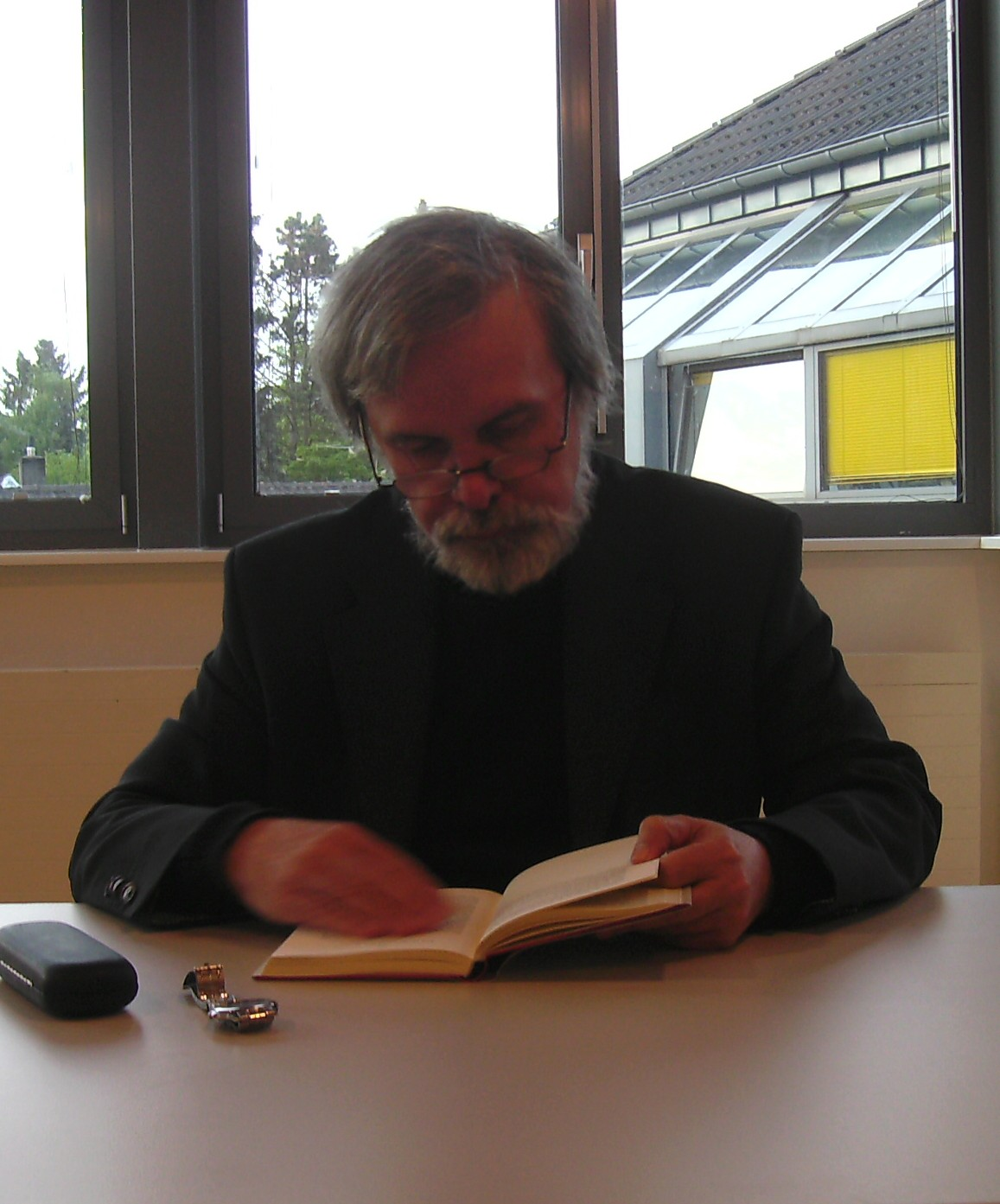
Wagner en 2009.

- 1987 Premio especial de Leonce-und-Lena-Preis
- 1988 Förderpreis de Andreas-Gryphius-Preis
- 1989 Deutscher Sprachpreis, con Gerhardt Csejka, Helmuth Frauendorfer, Klaus Hensel, Johann Lippet, Herta Müller, Werner Söllner y William Totok
- 1990/91 Rom-Preis, de la Deutsche Akademie Villa Massimo
- 2000 ndl -Literaturpreis
- Premio del libro Georg Dehio 2008
- 2011 Donauschwäbischer Kulturpreis des Landes Baden-Württemberg, Ehrengabe für sein Gesamtwerk
- 2014 Verdienstkreuz am Bande des Verdienstordens der Bundesrepublik Alemania